# 1956年コルチナ・ダンペッツオオリンピックの東西統一ドイツ選手団
1956年コルチナ・ダンペッツオオリンピックの東西統一ドイツ選手団（1956ねんコルチナ・ダンペッツオオリンピックのとうざいとういつドイツせんしゅだん）は、1956年1月26日から2月5日まで、イタリアのコルティーナ・ダンペッツォで開催された1956年コルチナ・ダンペッツオオリンピックの東西統一ドイツ選手団、およびその競技結果。

## 概要
今大会から東ドイツと西ドイツによる初めての合同チームが結成され、金メダル1個、銅メダル1個の合計2個のメダルを獲得した。

## メダル
| メダル | 選手名               | 競技           | 種目       |
| ------ | -------------------- | -------------- | ---------- |
| 金     | オジー・ライヒャート | アルペンスキー | 女子大回転 |
| 銅     | ハリー・グラス       | スキージャンプ | 男子       |